# Sweetheart (canção)
"Sweetheart" é uma canção escrita por Rainy Davis e Warner Pete e gravada originalmente por Davis, que apareceu em seu álbum de estréia. A canção alcançou o número 24 na tabela da Billboard Hot R&B/Hip-Hop Songs em 1986. Posteriormente, foi re-gravada por Jermaine Dupri e Mariah Carey.
A pedido de Amir Bayyan, Davis escreveu "Sweetheart" com o produtor Pete Warner, para o álbum de Janet Jackson, Control (1986). Quando a versão demo da canção foi finalizada, todas as canções para Control já haviam sido escolhidas. Amir Bayyan, Christine Bayyan e Chris Lord Alge sugeriram então a Davis para lançar a canção por ela. O resultado foi um sucesso na cena dance e nas rádios urban e pop.

## Versão de Jermaine Dupri e Mariah Carey
Jermaine Dupri e Mariah Carey co-produziram o cover de "Sweetheart" para o álbum de estréia de Dupri, Life in 1472 (1998) e também foi incluída no álbum de compilação de Carey, #1's, depois aparecendo também em Greatest Hits e The Remixes Foi programado para a liberação como o segundo single de Life in 1472, em 1998 e foi concebido para ser um tratamento completo, com a fabricação de CD singles comerciais e maxi-singles do CD (entre outros formatos). Sony Music Entertainment recolheu o single comercial no último minuto, e nunca foi oficialmente lançado. Algumas lojas receberam os singles comerciais, e muitos deles foram vendidos. A maioria das lojas deu-los gratuitamente, ou como faixas extras em Life in 1472 ou em #1's. Muitos ainda restavam, e Amazon.com controversamente vendeu em Janeiro de 2000.
"Sweetheart" foi dado como apenas um lançamento comercial nas partes da Europa e Ásia, onde acumulou menor sucesso e alcançou o top quarenta, na maioria dos mercados. O single comercial estava originalmente programado para ser lançado nos Estados Unidos antes que as regras da Billboard Hot 100 forssem alterados para permitir cortes de álbum no gráfico. Na sequência da alteração das regras para o Hot 100, as regras da Bubbling Under Hot 100 Singles foram alterados, assim, permitindo que as músicas nas rádios, só que estavam borbulhando sob, ou ainda não tinha entrado no Hot 100, entrassem lá. "Sweetheart" começou a receber airplays de rádio e do vídeo musical no Outono de 1998, e na primeira semana da mudança de regra, quando executar a canção como um single promocional estava terminando, ele entrou no Bubbling Under Hot 100 Singles em #25 e permaneceu no gráfico por semana. Outro exemplo de uma canção que atingiu posições baixas no gráfico próximo ao final de seu funcionamento, devido à mudança de regra foi "Torn", de Natalie Imbruglia, que teve um longo prazo no número um nos airplays do Billboard Hot 100.
O vídeo musical, dirigido por Hype Williams, mostra Dupri e Carey em vários locais que variam de um museu de arte moderna espanhola (o Museu Guggenheim Bilbao)  para uma praia isolada e uma discoteca exclusiva. O tema é sobre ter um "meu bem" ao longo do vídeo. Carey e Dupri regravaram seus vocais para um remix da canção, conhecida como "Sweetheart" (The Story), que possui mais raps de Dupri e menos vocais por Carey. Lil Jon, Mark Picchiotti, e remixer Latina conhecida como M também criaram remixes da canção.

## Recepção crítica
O editor da Allmusic, Stephen Thomas Erlewine, destacou esta faixa. Quando o mesmo crítico revisou a mesma música no Number 1's de Mariah, ele a considerou ótima, mas não particularmente memorável. Jon Dolan, da Citypage Music, escreveu que Dupri está namorando a rainha do pop Mariah Carey na limpo e fofo rádio-namorada "Sweetheart".
David Browne, da Entertainment Weekly, escreveu: "Até Carey contribui, talvez sem querer (...) No electro-funk suave de "Sweetheart", ela se transforma em uma Barbie subserviente, falando sobre sua necessidade de um romance de contos de fadas". Kris Ex de Vibe escreveu que "Sweetheart", com o cinto de Mariah Carey, atualiza o sucesso do nome de Rainy Davis em 86, mas seus "congestionamentos" estão cheios de baixos fascinantes.

### Faixas e formatos
CD single europeu
1. "Sweetheart"
2. "Sweetheart" (The Dance)

CD maxi-single europeu
1. "Sweetheart"
2. "Sweetheart" (The Dance)
3. "Sweetheart" (The Story)
4. "Sweetheart" (Lil Jon Remix)

CD maxi-single japonês
1. "Sweetheart" (The Story)
2. "Sweetheart"
3. "Sweetheart" (sem o rap)
4. "Sweetheart" (Lil Jon Remix)
5. "Sweetheart" (The Story Instrumental)

12" Promo
- Lado A

1. "Sweetheart" (Clean)
2. "Sweetheart" (Instrumental)
3. "Sweetheart" (Acapella)

- Lado B

1. "Money Ain't A Thang" (Extended LP Remix) (com Beenie Man e Jay-Z)
2. "Money Ain't A Thang" (Extended LP Instrumental) (com Jay-Z)

## Desempenho nas paradas musicais
| Tabela musical (1999)                           | Melhor posição |
| ----------------------------------------------- | -------------- |
| Alemanha (Official German Charts)               | 15             |
| Bélgica (Ultratip Bubbling Under de Flandres)   | 15             |
| Estados Unidos (Bubbling Under Hot 100 Singles) | 25             |
| Estados Unidos (Billboard R&B/Hip-Hop Songs)    | 45             |
| Europa (European Hot 100 Singles)               | 63             |
| Países Baixos (Dutch Top 40)                    | 14             |
| Países Baixos (Single Top 100)                  | 22             |
| Suécia (Sverigetopplistan)                      | 44             |
| Suíça (Schweizer Hitparade)                     | 18             |

| Tabela musical (1999)        | Melhor posição |
| ---------------------------- | -------------- |
| Países Baixos (Dutch Top 40) | 137            |